# Capucin de Nouvelle-Irlande
Lonchura forbesi
Espèce
Statut de conservation UICN

 LC  : Préoccupation mineure
Le Capucin de Nouvelle-Irlande (Lonchura forbesi) est une espèce de passereaux appartenant à la famille des Estrildidae.

## Répartition
Il est endémique de Nouvelle-Irlande.